# Układ rozkwitania
Układ rozkwitania lub poemat rozkwitający – określenie utworzone przez Tadeusza Peipera, jednego z przedstawicieli Awangardy Krakowskiej. Jest to technika konstruowania tekstu literackiego (przede wszystkim poetyckiego), który – będąc jakością autonomiczną – odzwierciedla elementy rzeczywistości obiektywnej, włączane w obręb poetyckiego świata przedstawionego tak, jak są one poznawane i przeżywane przez podmiot twórczy. 
W artykule programowym Nowe usta (1926) Peiper pisał:

Mój nowy układ polega na tym, że obraz jakiś czy jakieś zdarzenie, czy jakiś inne iks poddawane są przez poetę w kilku rozwinięciach, przy czym każde rozwinięcie zawiera w sobie całość owego obrazu, zdarzenia czy iksu, ale zawiera ją bujniej i bogaciej niż rozwinięcia poprzednie. Poemat rozwijałby się jak żywy organizm; jak pąk rozkwitałby przed nami. Już pierwszy ustęp zawierałby w sobie wszystko, co nastąpi; dalsze byłoby stopniowym rozwijaniem pąkowej zawartości pierwszego; w ostatnim ustępie mielibyśmy przed sobą kwiat już pełny, rozłożysty.

Przykładem poematu rozkwitającego jest utwór Peipera pt. Kwiat ulicy z tomu Żywe linie.